# Carolina (Wirginia Zachodnia)
Carolina – jednostka osadnicza w Stanach Zjednoczonych, w stanie Wirginia Zachodnia, w hrabstwie Marion.